# ČSD-Baureihe M 485.0
Die Fahrzeuge der ČSD-Baureihe M 485.0 waren zweiteilige Dieseltriebwagen der einstigen Tschechoslowakischen Staatsbahnen (ČSD) für den Schnellzugverkehr. Die Fahrzeuge waren ursprünglich für die Türkische Staatsbahn (TCDD) bestimmt; sie konnten aber infolge der Ereignisse des Zweiten Weltkrieges nicht ausgeliefert werden.

## Geschichte
Vier dieser Fahrzeuge wurden 1943 bei MAN in Nürnberg hergestellt. Als sie um 1944 auf den Balkan transportiert werden sollten, waren die Handelsbeziehungen zwischen der Türkei und Deutschland abgebrochen. Daher wurden drei Einheiten als Ersatz an die Erste Slowakische Republik verkauft. Die vierte, beschädigte, Einheit, wurde nach dem Krieg in die Türkei transportiert.
Infolge der Störanfälligkeit des Dieselmotors musste die ursprünglich vorhandene Leistung von 420 PS schon frühzeitig auf ca. 360 PS gedrosselt werden. Außerdem bereitete die nicht gegebene Synchronisation der doppelten mechanischen Antriebsanlage Schwierigkeiten im Betrieb. Daher kam es nach 1945 zu keinen fahrplanmäßigen Einsätzen der Einheiten.
Die 1956 noch vorhandene Einheit M 485.003 wurde in Praha-Libeň ausgemustert und zu einem Montagewagen für die Eisenbahnelektrifizierung unter der Bezeichnung EMV 53289 umgebaut.

## Technische Merkmale
Der Triebwagen war als doppelte Einheit wie die Fliegenden Züge ausgeführt, mit dem Unterschied, dass es ein Doppeltriebwagen mit mechanischer Kraftübertragung war.
In jedem der äußeren Triebdrehgestelle war die Antriebsanlage mit dem 12-Zylinder-Dieselmotor und dem mechanischen Getriebe der Bauart Mylius untergebracht. Der Motor musste schon frühzeitig wegen Störanfälligkeit in der Leistung gedrosselt werden, so dass er anstelle von 1500/min lediglich eine Drehzahl von 1300/min hatte. Dadurch konnte die ursprünglich konzipierte Leistung von 420 PS und die Geschwindigkeit von 120 km/h nicht erreicht werden.
Das Getriebe war ein 5-Ganggetriebe. Waren Mylius-Getriebe bei Triebwagen allgemein verbreitet, stellte es für eine mehrgliedrige Einheit ein Novum dar. Es stellte sich auch bei Versuchsbetrieben die fehlende Synchronisation der Einheiten heraus.
Der Wagenkasten war sehr elegant und hatte den bei den Fliegenden Zügen üblichen Luxus. Er bot insgesamt 119 Sitzplätze für die Reisenden in der Anordnung 2+2. Die Heizung wurde durch eine Warmwasserleitung durch den Dieselmotor sichergestellt. Hinter der Maschinenanlage befand sich je ein Gepäckabteil. Außerdem besaß die Einheit ein Bufet für Getränke und kalte Speisen.